# Anton Klančič
Anton Klančič (tudi Clanscig), slovenski posestnik in politik, * 20. marec 1845, Podgora pri Gorici, † 24. junij 1934, Gorica.

## Življenje in delo
Rodil se je v družini posestnika Janeza Klančiča. Njihov priimek je dobil slovensko obliko šele leta 1898. Leta 1871 je bil izvoljen za župana novoustanovljene občine Podgora, v katero so poleg kraja Podgora spadali še kraji Oslavje, Pevma, Podsabotin in Štmaver. Ob izvolitvi je bil Klančič še mlad, vendar že zelo dejaven v narodnem gibanju tudi zunaj svoje občine; družil se je z vidnimi slovenskimi politiki v Gorici in bil leta 1868 med voditelji tabora v Šempasu. V času njegovega županovanja je doživela  občina Podgora velik razmah. V urade je  vpeljal uporabo slovenskega jezika, poskrbel za novi šolski poslopji in otroška vrtca v Podgori in Pevmi, zgradil novi most čez Sočo »na Barki« ter poskrbel za obnovo cest in poti. Krajani Podgore so 2. novembra 1911 praznovali 40. letnico njegovega županovanja. V maju 1915 se je zaradi vojnih razmer umaknil v notranjost monarhije, najprej v Rihemberk (sedaj Branik), nato k Devici Mariji v Polju pri Ljubljani (sedaj Četrtna skupnost Polje). Tu je bil v času vojne tudi nekaj časa župan. Po končani vojni se je vrnil v Podgoro, bil še nekaj let občinski svetnik, županovanja pa zaradi starosti ni želel prevzeti.
Klančič je Podgorsko občino vodil 47 let. Kot politik je bil ves čas pristaš dr. Antona Gregorčiča. Leta 1884 je bil prvič izvoljen za deželnega poslanca v kuriji slovenskega veleposestva v goriški deželni zbor, kar se je do začetka vojne ob Soči še večkrat ponovilo. Bil je tudi v odboru Gregorčičeve Centralne posojilnice ter med glavnimi pobudniki kulturnega in zadružnega gibanja v podgoriški občini.